# He never married
"He never married"（「彼は生涯を通じて未婚であった」）は、イギリスの訃報記事において故人が同性愛者だったことを示す婉曲語法である。表現としては20世紀前半からみられるが、完全な定型文だったわけではなく、対象者が生涯未婚だったとしても必ずしも同性愛者であるわけではない。同じような表現に、"confirmed bachelor"（「独身主義者」）がある。

## 用例
かつて訃報は、故人の近親者について簡単に触れて記事を締めくくるのが定型であった時代があった。配偶者が存命であれば配偶者について書いたり、子供がいれば子供のことを書くわけである。反対に「生涯未婚であった」という表現も、訃報記事の書き手にとっては故人が同性愛者であることを暗に示すための婉曲語法としてよく使われた。男性同士での性交は1967年まで違法であり、その時代にゲイであることを公言する男性は少なかった。一方で、この表現の曖昧さについても多くの人間が指摘するところである。1999年にはジェームズ・ファーガソンが『Secrets of the Press』のなかで、訃報における定型文とクロスワードのヒントを比較しながら分析していて、「訃報を締めくくる"He never married"は、何ともぼんやりとした結語」であり、「やったのか、やってないのか、つまり我慢のきかない同性愛者であったのかどうなのか」がわからないと書いている。
ナイジェル・リースは2006年に"He never married"の使用例を20世紀後半まで遡りつつ、故人が同性愛者であることを暗示する意図がないと思われる用例があるだけでなく、故人が同性愛者であることをオープンにしていながら「ゲイ」を自称することを好まなかった場合に、その表現を避けるために使われていることもあったと指摘する文章を書いている。2007年、ブリジット・ファウラーは『The Obituary as Collective Memory』において、"He never married"がダブルミーニングではなく単に事実を記述するために使用されている例について注目している。
一方でローズ・ワイルドはThe Timesにおいて、過去の訃報において明らかにダブルミーニングを意図して"He never married"と書いてはいないにもかかわらず、故人の私生活の秘密に触れてしまっている例を取り上げている。ワイルドによれば、1923年に出た、ある男性教師の訃報では"He never married"と書かれた後に、「彼はもっぱら休日をファルマスの漁師たちが常宿にしている小さな小屋で過ごした」と書かれている。さらにワイルドは、"He never married"は1980年代後半には使われなくなり始めた（「完全にナンセンスな表現になったといえるほどではないが」）とも指摘している。ワイルドはロバート・メイプルソープ（1989年没）やダニー・ラ・ルー（2009年没）の死に際してTimesから出た訃報に「otiose」(何も生み出していない)という言葉が使われた事例も紹介している。
2016年、クリスチャン・ベイカーはThe Rakeに「ごく最近まで訃報の書き手は故人がゲイであることをほのめかして"He never married"と書いて記事を終える習慣があった」と述べているが、一方でベイカーはこの表現をホモセクシュアリティ（同性愛）ではなくミソガミー（結婚嫌悪）と関連づけており、単に婚姻のくびきから自由になって生涯を通じて独身でありつづけることを選択した「独身主義者」が、それによってこのうえない成功体験を味わった男性は枚挙にいとまがないと述べている。

## 結婚できない男
"confirmed bachelor"は"He never married"と似たような表現であり、20世紀後半に辛辣なユーモアで知られた雑誌Private Eyeにおいては、定番の内輪ネタの一つだった。しかしローズ・ワイルドは、Timesの訃報記事において"confirmed bachelor"が使われた例は10前後しか見つけられず、しかもその全てがテンプレート的表現ではなかったことから、そもそもこの表現はほとんどPrivate Eyeのライターの頭の中だけにあったのではないかと述べている。